# فيانويفا ديل روساريو
بلدية فيانويفا ديل روساريو (بالإسبانية: Villanueva del Rosario) هي بلدية تقع في مقاطعة مالقة التابعة لمنطقة أندلوسيا جنوب إسبانيا.

## الديموغرافيا
بلغ عدد سكان بلدية فيانويفا ديل روساريو 3.646 نسمة عام 2011 (وفقاً للمعهد الوطني الإسباني للإحصاء).
| 3.270 | 3.339 | 3.331 | 3.392 | 3.547 | 3.712 | 3.646 |